# Keith Greene
Keith Greene (n. 5 ianuarie 1938, Greater London, Anglia, Regatul Unit – d. 8 martie 2021) a fost un pilot englez de Formula 1 care a evoluat în Campionatul Mondial între anii 1959 și 1962.